# ارمنستان در المپیک زمستانی ۱۹۹۸
ارمنستان کاروان ورزشی را برای رقابت در بازی‌های المپیک زمستانی ۱۹۹۸ که از ۷ تا ۲۲ فوریهٔ ۱۹۹۸ در ناگانو، ژاپن برگزار شد، اعزام کرد. این حضور، دومین حضور این کشور در المپیک زمستانی به عنوان یک کشور مستقل بود. کاروان ورزشی ارمنستان شامل هفت ورزشکار بود: چهار نفر در اسکیت نمایشی، یک نفر در اسکی نمایشی، یک نفر در اسکی صحرانوردی و یک نفر در اسکی آلپاین.

## رقابت‌کنندگان
فهرست تعداد ورزشکاران در این بازی‌ها به شرح زیر است.
| ورزش           | مردان | زنان | مجموع |
| -------------- | ----- | ---- | ----- |
| اسکی آلپاین    | ۱     | ۰    | ۱     |
| اسکی صحرانوردی | ۰     | ۱    | ۱     |
| اسکیت نمایشی   | ۲     | ۲    | ۴     |
| اسکی نمایشی    | ۱     | ۰    | ۱     |
| کل             | ۴     | ۳    | ۷     |

## اسکی آلپاین
مردان
| ورزشکار          | رویداد      | مسابقه ۱ | مسابقه ۲ | مجموع   | مجموع |
| ورزشکار          | رویداد      | زمان     | زمان     | زمان    | رتبه  |
| ---------------- | ----------- | -------- | -------- | ------- | ----- |
| آرسن هاروتیونیان | مارپیچ کوچک | ۱:۰۷.۵۱  | ۱:۰۷.۶۰  | ۲:۱۵.۱۱ | ۲۷    |

## اسکی صحرانوردی
زنان
| رشته         | ورزشکار       | مسابقه    | مسابقه |
| رشته         | ورزشکار       | زمان      | رتبه   |
| ------------ | ------------- | --------- | ------ |
| ۳۰ کیلومتر F | آلا میکائلیان | ۱'۴۴:۰۳.۶ | ۵۸     |

C = سبک کلاسیک، F = سبک آزاد

## اسکیت نمایشی
زوج‌ها
| ورزشکاران                       | SP | FS | TFP  | رتبه |
| ------------------------------- | -- | -- | ---- | ---- |
| ماریا کراسیلتسوا آلکساندر چتنیخ | ۱۸ | ۱۹ | ۲۸.۰ | ۱۹   |

رقص روی یخ
| ورزشکاران                              | CD1 | CD2 | OD | FD | TFP  | رتبه |
| -------------------------------------- | --- | --- | -- | -- | ---- | ---- |
| کسنیا سمتاننکو پیش‌نویس:ماموئل گیزالیان | ۲۴  | ۲۴  | ۲۴ | ۲۴ | ۴۸.۰ | ۲۴   |

## اسکی نمایشی
مردان
| ورزشکار        | رشته    | مرحله مقدماتی | مرحله مقدماتی | مرحله مقدماتی | نهایی    | نهایی    | نهایی    |
| ورزشکار        | رشته    | زمان          | امتیاز        | رتبه          | زمان     | امتیاز   | رتبه     |
| -------------- | ------- | ------------- | ------------- | ------------- | -------- | -------- | -------- |
| آرمن رافائلیان | موگول‌ها | ۲۵.۸۱         | ۲۳.۴۹         | ۱۹            | راه‌نیافت | راه‌نیافت | راه‌نیافت |